# Nguyện vinh quang quy Hương Cảng
Nguyện vinh quang quy Hương Cảng (tiếng Trung: 願榮光歸香港, tiếng Anh: Glory to Hong Kong, dịch nghĩa: "Cầu vinh quang được trả về cho Hồng Kông") là một bài hát tiếng Quảng Đông được sáng tác trong giai đoạn những cuộc biểu tình ở Hồng Kông 2019. Bài này đã trở thành một bản nhạc tiêu biểu cho phong trào phản kháng của đặc khu Hồng Kông, thậm chí có người cho đó là "quốc ca không chính thức" mới của Hồng Kông.
Kể từ khi các cuộc biểu tình lan rộng vào đầu tháng 6 năm 2019 ở Hồng Kông, nhiều bài hát tượng trưng cho nền dân chủ như "Do You Hear the People Sing?" từ Les Misérables, đã được những người biểu tình hát trong những dịp khác nhau như bài hát của họ. Theo như người viết lời, "Nguyện vinh quang quy Hương Cảng" được tạo ra "để thúc đẩy người biểu tình tinh thần và gắn kết mọi người". Kể từ khi xuất bản bài hát, nó đã được hát ở hầu hết các cuộc biểu tình. Ngoài ra còn có nhiều phiên bản bằng tiếng Anh và các ngôn ngữ khác lưu hành trên web.

## Hình thành
Được tải lên YouTube vào ngày 31 tháng 8 năm 2019, bài hát này do một nhạc sĩ địa phương với bút danh "Thomas dgx yhl" sáng tác, cùng với sự đóng góp một nhóm cư dân mạng Hồng Kông ẩn danh (một số người là thành viên diễn đàn trực tuyến LIHKG). Sau khi được phát tán, bài hát lan truyền rất nhanh trên các phương tiện truyền thông xã hội; không lâu sau một phiên bản tiếng Anh xuất hiện. Ngày 11 tháng 9 năm 2019 cũng trên Youtube, một video âm nhạc trình bày bài hát với cả dàn nhạc giao hưởng và đoàn ca sĩ bịt mặt.
Trong cuộc phỏng vấn với tạp chí TIME, tác giả Thomas cho biết âm nhạc là một phương tiện để đoàn kết; anh cho ra đời bản nhạc vì muốn tạo cho phong trào biểu tình một bài hát tập thể để những người phản kháng lên tinh thần. Thông điệp chính gửi tới người nghe là: bất chấp gian khổ và chao đảo của thời thế, người dân Hồng Kông sẽ không bỏ cuộc.